# Љубомир Радичевић
Љубомир Љуба Радичевић (Београд, 22. октобар 1927 — Београд, 5. март 2020) био је југословенски и српски редитељ и сценариста. 

## Биографија
Љубомир Радичевић је рођен 22. октобра 1927. године у Београду, где је и дипломирао на Академији за позориште, филм, радио и телевизију.
Каријеру је започео као филмски критичар и публициста. Објављивао је критике и студије у многим листовима и часописима. Радио је као драматург, као сценариста и редитељ у филмском предузећу Авала филм.
На великом екрану дебитовао је 1956. у играном омнибусу „Ципелице на асфалту“, у жанру породичног филма, у којем је режирао сегмент „Гвоздени орао“. Наредне године је са Владом Петрићем снимио кратки документарни филм „Кобна жеђ“.
Велику популарност стекао је као редитељ и косценариста, са Ненадом Јовичићем, филма „Љубав и мода“ (1960), који је унео свежи, младалачки дух у тадашњу југословенску кинематографију.
На фестивалу у Пули освојио је Сребрну арену за сценарио филма „Није него“ (1978), који потписује заједно са редитељем Мићом Милошевићем.
Радичевић је режирао неколико документарних и телевизијских филмова. У ТВ Београд радио је од 1963. до 1992, прво као уредник Филмске редакције, а од 1981. као уредник Редакције играног програма.

## Редитељ
|                          | 1950 | 1960 | Укупно |
| ------------------------ | ---- | ---- | ------ |
| Дугометражни филм        | 1    | 1    | 2      |
| ТВ филм                  | 0    | 4    | 4      |
| Кратки документарни филм | 1    | 1    | 2      |
| Укупно                   | 2    | 6    | 8      |

| Год.   | Назив                                                        | Улога \|- style="background: Lavender; text-align:center; " | 1950-е | 1950-е | 1950-е | 1950-е |
| 1956.  | Ципелице на асфалту                                          | /                                                           |        |        |        |        |
| 1957.  | Кобна жеђ (кратки документарни филм)                         | /                                                           |        |        |        |        |
| 1960-е |                                                              |                                                             |        |        |        |        |
| 1960.  | Љубав и мода                                                 | /                                                           |        |        |        |        |
| 1962.  | Новогодишњи поклон (ТВ филм)                                 | /                                                           |        |        |        |        |
| 1962.  | Генерали и спахије (ТВ филм)                                 | /                                                           |        |        |        |        |
| 1963.  | Савремена архитектура Југославије (кратки документарни филм) | /                                                           |        |        |        |        |
| 1964.  | Отровна биљка (ТВ филм)                                      | /                                                           |        |        |        |        |
| 1966.  | Где је Авељ, брат твој (ТВ филм)                             | /                                                           |        |        |        |        |

## Сценариста
|                          | 1950 | 1960 | 1970 | 1980 | Укупно |
| ------------------------ | ---- | ---- | ---- | ---- | ------ |
| Дугометражни филм        | 1    | 1    | 1    | 1    | 4      |
| Кратки документарни филм | 3    | 0    | 0    | 0    | 3      |
| Укупно                   | 4    | 1    | 1    | 1    | 7      |

| Год.   | Назив                                      | Улога \|- style="background: Lavender; text-align:center; " | 1950-е | 1950-е | 1950-е | 1950-е |
| 1956.  | Бела индустрија (кратки документарни филм) | /                                                           |        |        |        |        |
| 1956.  | Ципелице на асфалту                        | /                                                           |        |        |        |        |
| 1957.  | Кобна жеђ (кратки документарни филм)       | /                                                           |        |        |        |        |
| 1958.  | Светли гробови (кратки документарни филм)  | /                                                           |        |        |        |        |
| 1960-е |                                            |                                                             |        |        |        |        |
| 1960.  | Љубав и мода                               | /                                                           |        |        |        |        |
| 1970-е |                                            |                                                             |        |        |        |        |
| 1978.  | Није него                                  | /                                                           |        |        |        |        |
| 1980-е |                                            |                                                             |        |        |        |        |
| 1984.  | Мољац                                      | /                                                           |        |        |        |        |

## Продуцент
|                   | 1970 | 1980 | Укупно |
| ----------------- | ---- | ---- | ------ |
| Дугометражни филм | 1    | 0    | 1      |
| ТВ серија         | 0    | 1    | 1      |
| Укупно            | 1    | 1    | 2      |

| Год.   | Назив                     | Улога \|- style="background: Lavender; text-align:center; " | 1970-е | 1970-е | 1970-е | 1970-е |
| 1974.  | Приштински стари фијакер  | /                                                           |        |        |        |        |
| 1980-е |                           |                                                             |        |        |        |        |
| 1988.  | Вечерња звона (ТВ серија) | /                                                           |        |        |        |        |

## Асистент режије
| Год.  | Назив       | Улога \|- style="background: Lavender; text-align:center; " | 1940-е | 1940-е | 1940-е | 1940-е |
| 1949. | Барба Жване | /                                                           |        |        |        |        |